# Detroit Free Press
Il Detroit Free Press è il maggiore quotidiano di Detroit, Michigan, Stati Uniti. L'edizione domenicale è intitolata Sunday Free Press. A volte viene indicato come Freep (riflesso nell'indirizzo web del giornale, www.freep.com). Serve principalmente le contee di Wayne, Oakland, Macomb, Livingston, Washtenaw e Monroe.
Il Free Press è anche il più grande quotidiano cittadino di proprietà della holding Gannett, che pubblica anche USA Today. Il Free Press ha ricevuto dieci premi Pulitzer e quattro Emmy Awards. Il suo motto è On Guard for 192 Years ("In guardia per 192 anni").
Nel 2018, la Detroit Free Press ha ricevuto due premi Salute to Excellence dalla National Association of Black Journalists.